# بمب‌گذاری ۱۹۹۸ سفارت ایالات متحده
بمب‌گذاری‌های ۱۹۹۸ سفارت ایالات متحده، حملاتی بود که در ۷ اوت ۱۹۹۸ اتفاق افتاد. بیش از ۲۰۰ نفر در انفجارهای تقریباً همزمان خودرو انفجاری در دو شهر آفریقای شرقی کشته شدند، یکی در سفارت ایالات متحده در دارالسلام، تانزانیا و دیگری در سفارت ایالات متحده در نایروبی، کنیا.
این حملات که به اعضای محلی جهاد اسلامی مصر مرتبط بود، اسامه بن لادن، ایمن الظواهری و سازمان تروریستی آنها القاعده را برای اولین بار مورد توجه افکار عمومی آمریکا قرار داد و منجر شد که اداره تحقیقات فدرال (FBI) بن لادن را در لیست ده متهم فراری تحت تعقیب خود قرار دهد. FBI همچنین این حمله را به جمهوری آذربایجان مرتبط می‌داند، زیرا ۶۰ تماس از طریق تلفن ماهواره ای توسط بن لادن با همکارانش در باکو، پایتخت آذربایجان برقرار شد. فاضل عبدالله محمد و عبدالله احمد عبدالله به عنوان طراحان بمبگذاری شناخته می‌شوند.

## انگیزه و آماده‌سازی
اعتقاد بر این است که این بمب‌گذاری‌ها بخاطر انتقام از دخالت ایالات متحده در استرداد و ادعای شکنجه چهار عضو جهاد اسلامی مصر (EIJ) بود که در آلبانی به جرم ادعای قتل در دو ماه قبل از حملات دستگیر شده بودند. بین ماه‌های ژوئن و ژوئیه، احمد اسماعیل عثمان صالح، احمد ابراهیم السید النگار، شوقی سلامه مصطفی عطیه و محمد حسن تیتا با همکاری ایالات متحده از آلبانی به مصر برگردانده شدند؛ این چهار نفر به شرکت در ترور رفاعت المعقوب و همچنین توطئه بعدی علیه بازار خان الخلیلی در قاهره متهم شدند. ماه بعد، اطلاعیه ای هشدار آمیز به دست ایالات متحده رسید که یک گروه در حال آماده‌سازی «پاسخی» برای «بازپرداخت» مداخلات آنان است. با این حال، گزارش کمیسیون ۱۱ سپتامبر ادعا می‌کند که آماده‌سازی حمله اندکی پس از صدور فتوای بن لادن در فوریه ۱۹۹۸ آغاز شد.

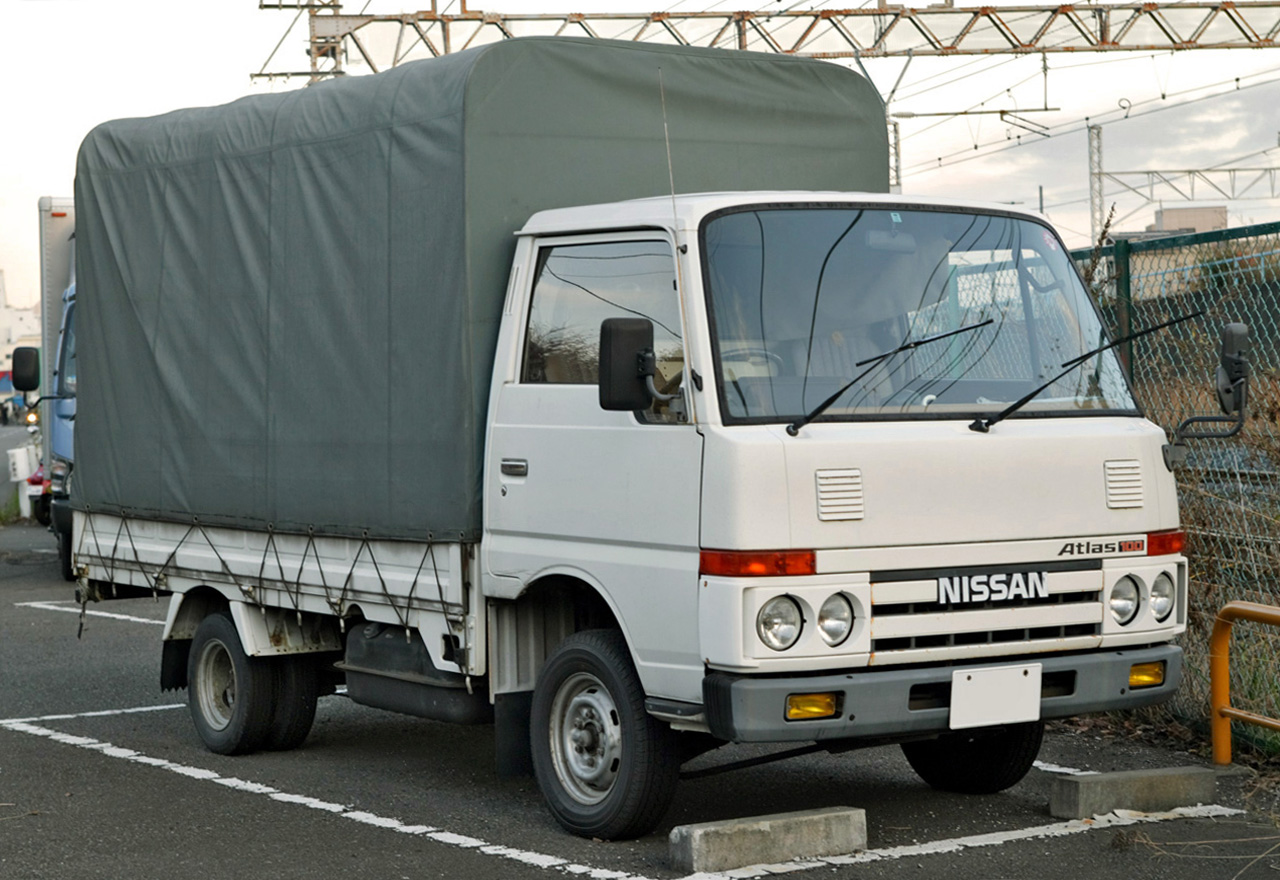
یک کامیون نیسان اطلس، مشابه کامیون مورد استفاده در حمله

به گفته یک روزنامه‌نگار به اسم لارنس رایت، «عملیات نایروبی» به نام کعبه مقدس نامگذاری شد. اسم عملیات بمب‌گذاری در شهر دارالسلام «عملیات الاقصی» نامیده می‌شد، اما "هیچ یک از آنها ارتباط آشکاری با سفارتخانه‌های آمریکا در آفریقا نداشتند. بن لادن در ابتدا گفت که این نقاط به دلیل "حمله" به سومالی هدف قرار گرفته‌اند. سپس او برنامه آمریکا برای تجزیه سودان را توصیف کرد، که به گفته وی در سفارت نایروبی انجام شد. همچنین بن لادن به پیروانش گفت که نسل کشی در رواندا در داخل دو سفارتخانه آمریکا برنامه ریزی شده‌است. " لارنس رایت نتیجه گرفت که هدف واقعی بن لادن " فریب ایالات متحده در افغانستان بود، که مدت هاست" قبرستان امپراتوری‌ها "نامیده می‌شد.
در ماه مه ۱۹۹۸، یک ویلا در نایروبی توسط یکی از بمب‌گذارها خریداری شد تا در گاراژ بمب بسازند. شیخ احمد سلیم سوئدی یک کامیون تویوتا دینا در نایروبی و یک کامیون نیسان اطلس ۱۹۸۷ در دارالسلام خریداری کرد. از شش میله فلزی برای قرار دادن «قفس» در پشت کامیون اطلس برای قرار دادن بمب استفاده شد.
اآ ژوئن ۱۹۹۸، کی کی محمد «خانه ۲۱۳» را در منطقه ایلالا در دارالسلام، حدود ۶ کیلومتری سفارت ایالات متحده اجاره کرد. از یک سوزوکی جیمنی سفید برای حمل اجزای مخفی بمب در داخل گونی‌های برنج استفاده کرد و آن را در خانه ۲۱۳ سرهم کرد.
هم در نایروبی و هم در دارالسلام، محمد عوده بر ساخت دو دستگاه بسیار بزرگ و و وسایل تخریبی ۹۰۰ کیلوگرم (۲٬۰۰۰ پوند) نظارت داشت. بمب نایروبی از ۴۰۰ تا ۵۰۰ سیلندر TNT (تقریباً به اندازه قوطی‌های نوشیدنی)، نیترات آمونیوم، پودر آلومینیوم و بند انفجار ساخته شده بود. مواد منفجره در بیست جعبه چوبی مخصوص طراحی بسته‌بندی شده بود که مهر و موم شده و سپس در بستر کامیون‌ها قرار گرفت. محسن موسی ماتولی آتوا سیم را از بمب به یک سری باتری در پشت کابین کامیون و سپس به یک سوئیچ چاشنی در زیر داشبورد وصل کرد. بمب دارالسلام ساختاری کمی متفاوت داشت: TNT به پانزده مخزن اکسیژن و کپسول گاز متصل بود و با چهار کیسه کود آمونیوم نیترات و چند کیسه شن برای محاصره و هدایت انفجار احاطه شده بود.
قرار شد بمب‌ها در ۷ اوت، در هشتمین سالگرد ورود نیروهای آمریکایی به عربستان سعودی در مراحل اولیه جنگ خلیج فارس منفجر شود که احتمالاً انتخاب اسامه بن لادن بود.

## حملات و تلفات

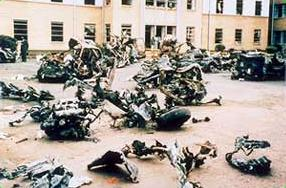
لاشه بمب‌گذاری در نایروبی

در ۷ اوت بین ساعت ۱۰:۳۰ صبح و ساعت ۱۰:۴۰ به وقت محلی هستم (۳: ۳۰–۳: ۴۰) صبح EDT)، بمب‌ها در کامیون‌های پر از مواد منفجره در خارج از سفارتخانه‌ها در دارالسلام و نایروبی پارک شده بودند و تقریباً همزمان منفجر شدند. ۲۱۳ نفر در انفجار نایروبی کشته شدند، در حالی که ۱۱ نفر در دارالسلام کشته شدند. تخمین زده می‌شود که ۴۰۰۰ نفر در نایروبی زخمی شده و ۸۵ نفر دیگر نیز در دارالسلام مجروح شده باشند. آمارهای لرزه‌نگاری پس از بمب‌ها نشان داد که انرژی بین ۳ تا ۱۷ تن بوده و مواد منفجره زیادی وجود داشته‌است. اگرچه این حملات متوجه تأسیسات ایالات متحده بود، اما اکثر کشته شدگان شهروندان محلی دو کشور آفریقایی بودند. ۱۲ آمریکایی کشته شدند، از جمله دو کارمند آژانس اطلاعات مرکزی (سیا) در سفارت نایروبی، تام شاه (معروف به اوتامیلال توماس شاه) و مولی هاکابی هاردی، و یک تفنگدار آمریکایی، گروهبان جسی «ناتان» آلیگانگا، نیروی دریایی. نگهبان در سفارت نایروبی. گروهبان ارتش آمریکا کنت ری هابسون دوم یکی از ۱۲ آمریکایی بود که در این حمله کشته شد.
هنگامی که عزام به همراه محمد راشد داود العوهالی، کامیون تویوتا داینا را به سرعت به سمت سفارت نایروبی می‌راندند، به نگهبان محلی امنیتی هشدار داده شد که بلافاصله دروازه را باز کند - و هنگامی که حاضر به اجرای آن نشد، به سمت او شلیک کردند. قبل از خروج از وسیله نقلیه و فرار، الاحالی یک بمب صوتی به سمت نگهبانان سفارت پرتاب کرد. بعداً اسامه بن لادن توضیح داد که قصد العوالی این بوده که بیرون بزند و به نگهبانان شلیک کند تا مسیری برای کامیون باز شود، اما وی اسلحه خود را در کامیون گذاشته و سپس فرار کرد. در حالی که بواکو از رادیو درخواست پشتیبانی کرد، کامیون منفجر شد.
این انفجار به ساختمان سفارت آسیب رساند و ساختمان همسایه اوفندی فرو ریخت. در این ساختمان بیشتر قربانیان عمدتاً دانشجویان و کارمندان یک کالج دبیرخانه مستقر بودند که کشته شدند. گرمای ناشی از انفجار بین ساختمانها به سمت خیابان Haile Selassie منتقل شد که در آن یک اتوبوس پر از مسافر آتش گرفت. پنچره‌های ساختمان در شعاع تقریباً ۱⁄۲ مایل (۸۰۰ متر) خرد شد. تعداد زیادی از صدمات چشمی (بینایی) به این خاطر بود که افراد در ساختمانهای اطراف هنگامی که صدای انفجار نارنجک دستی و تیراندازی را شنیدند به سمت پنجره‌های دفترشان رفتند تا نگاهی بیندازند.
در همین حال، کامیون اطلس که به سفارت آمریکا در جاده ۳۶ لایبون حمله کرد، کامیون دارالسلام توسط حمدن خلیف الله عوض، معروف به «احمد آلمانی» رانده می‌شد، او به دلیل موهای بور خود «احمد آلمانی» نام گرفته بود، او یک مربی سابق اردوگاه بود که فقط چند روز قبل به کشور رسیده بود تعداد کشته شدگان کمتر از نایروبی بود زیرا سفارت آمریکا در خارج از مرکز شهر در محله مجلل Oysterbay واقع شده بود و یک کامیون آب از نزدیک شدن بمب‌گذاران انتحاری به سازه جلوگیری کرد.
به دنبال این حملات، گروهی که خود را «ارتش آزادی‌بخش اماکن مقدس» می‌نامیدند مسئولیت بمب‌گذاری‌ها را به عهده گرفتند. محققان آمریکایی معتقدند این پوششی برای جهاد اسلامی مصر بود و آنان بمب‌گذاران واقعی بودند.

## پیامدها و پاسخ بین‌المللی

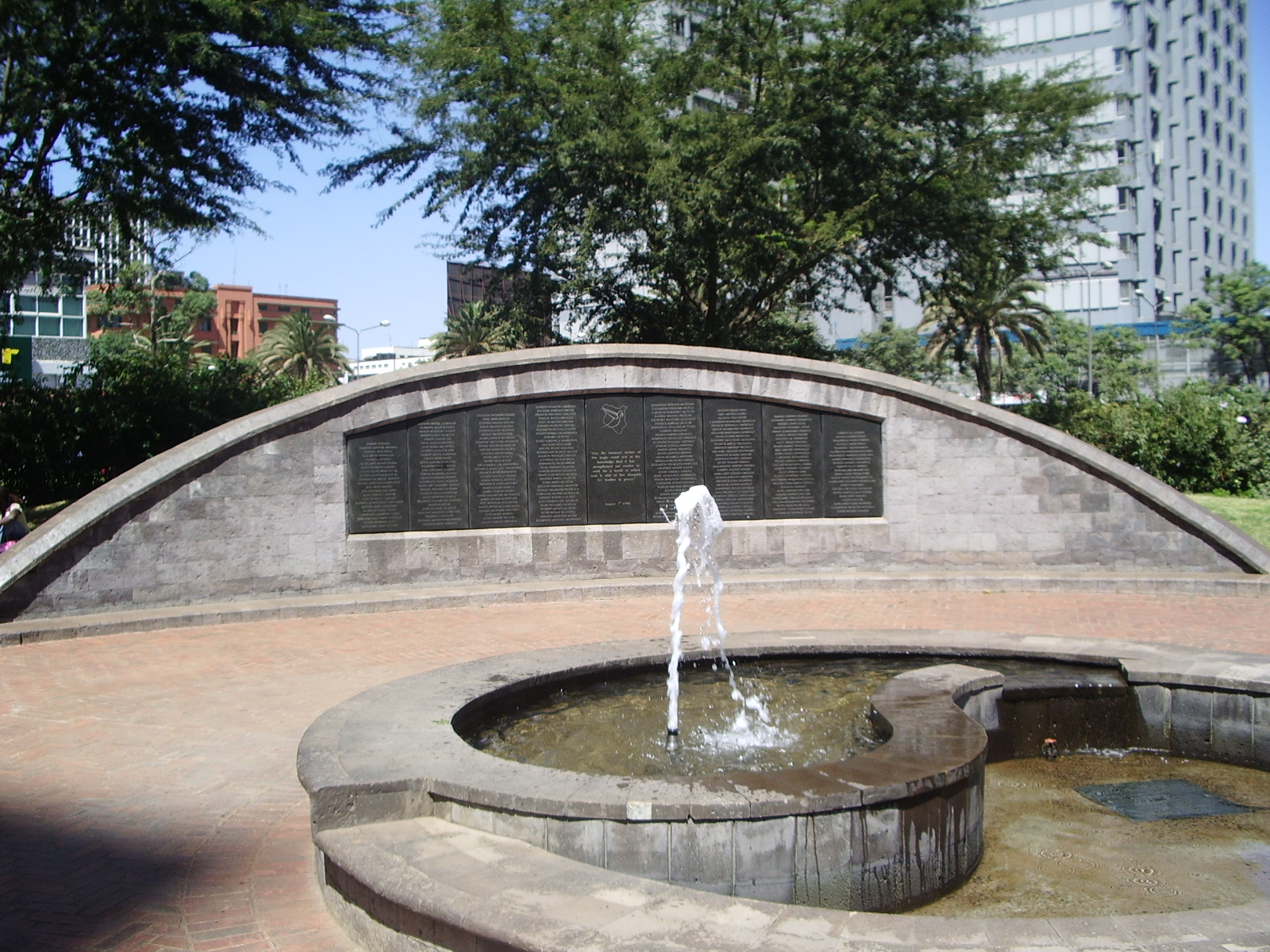
پارک یادبود در محل سفارت در نایروبی، ۲۰۰۷

در واکنش به این بمب‌گذاری‌ها، بیل کلینتون، رئیس‌جمهور وقت آمریکا ، دستور حمله بی‌نهایت، یک سری حملات موشکی کروز به اهدافی در سودان و افغانستان را در ۲۰ اوت ۱۹۹۸ صادر کرد و در طی یک سخنرانی در تلویزیون آمریکا این حملات برنامه‌ریزی شده را اعلام کرد.
شورای امنیت سازمان ملل متحد قطعنامه ۱۱۸۹ را در محکومیت حملات به سفارتخانه‌ها تصویب کرد.
هر دو سفارت به شدت آسیب دید به طوری که سفارت نایروبی باید دوباره ساخته شود. اکنون برای اهداف امنیتی، سفارت آمریکا در دفتر ملل متحد در نایروبی واقع شده‌است.
در سومین سالگرد حمله، یک پارک یادبود در محل سفارت سابق احداث شد. پس از آنکه اعلام شد ورود به پارک و بازدید از نام کشته شدگان بر دیوار، مجانی نیست، اعتراض عمومی به راه افتاد و مراسم افتتاحیه را مخدوش کرد. تا تاریخ ۲۰۱۸، پارک همچنان هزینه ورودی دریافت می‌کند.
پس از چند ماه بمب‌گذاری، وزارت امور خارجه ایالات متحده آمریکا در زمینه امنیت دیپلماتیک، کنیا را به برنامه کمک به ضد تروریسم (ATA) اضافه کرد که در اصل در سال ۱۹۸۳ تصویب شده بود. اگرچه این افزودن تا حد زیادی یک امر رسمی برای تأیید مجدد تعهد آمریکا در مبارزه با تروریسم در کنیا بود، اما با این وجود یک کارزار ضد تروریسم فعال دو جانبه بین ایالات متحده و کنیا آغاز شد. همچنین دولت آمریکا به سرعت و به‌طور دائمی کمک‌های پولی به کنیا را افزایش داد. تغییرات فوری شامل اعطای کمک هزینه ۴۲ میلیون دلاری ویژه قربانیان کنیا بود.
در سال ۲۰۰۱، شاکی اصلی جیمز اوونز و دیگران به دلیل نقش سودان در حمله، تحت قانون مصونیت‌های حاکمیت خارجی با اصلاحاتی که در سال ۱۹۹۶ برای تروریسم مورد حمایت دولت اضافه شد، یک دادخواست مدنی علیه این کشور مطرح کردند. آنها استدلال کردند که سودان قبل از حمله برای بمب‌گذارها پناهگاه تهیه کرده‌است. این دادخواست بیش از یک دهه به طول انجامید، بخشی از آن به دلیل عدم ارسال مشاوره سودان در برخی مواقع بود که دادگاه با مشکل روبرو می‌شد، اما هنگامی که سیستم حقوقی حکم داد که ملت‌های خارجی مصونیت مستقل در دعاوی مدنی را بر اساس زبان فعلی خارجی دارند، دادگاه بیشتر به راه افتاد. کنگره در سال ۲۰۰۸ قانون مصونیت‌های حاکمیت خارجی را اصلاح کرد تا اجازه دهد مقررات آن در دادخواست‌های موجود، از جمله پرونده جمیز اوونز، به صورت برگشت‌پذیر اعمال شود. با این کار، صدها شاکی دیگر به این پرونده پیوستند که در نهایت بیش از ۷۰۰ طرف در لیست حضور داشتند. دادگاه منطقه تا سال ۲۰۱۴ به شاکیان بیش از ۱۰ میلیارد دلار پاداش داد. سودان که در جریان دادخواست اولیه حضور پیدا نکرده بود، با استدلال اینکه سیستم شکایت مدنی ایالات متحده را درک نکرده و عواقب عدم حضور را متوجه نشده، اما پس از تغییر در قانون مصونیت در سال ۲۰۰۸، سودان مجبور به حضور شد. دادگاه تجدیدنظر استدلال سودان مسئولیت بمب‌گذاری را تأیید کرد، اما حکم داد که خسارت جزایی ۴٫۳ میلیارد دلاری مجاز به استفاده نیست. شاکیان به دیوان عالی ایالات متحده تقاضای تجدیدنظر کردند و در ماه مه سال ۲۰۲۰، دادگاه در این مورد رأی داد. جمهوری سودان می‌تواند خسارت جزایی را به صورت برگشت‌پذیر اعمال کند و مبلغ ۴٫۳ میلیارد دلاری که در دادگاه منطقه ای را به قربانیان بدهد.
در اکتبر ۲۰۲۰، رئیس‌جمهور دونالد ترامپ اعلام کرد که ایالات متحده سودان را از حامیان دولتی تروریسم خارج می‌کند، اما پس از آنکه ۳۳۵ میلیون دلار غرامت به خانواده‌های قربانیان بمب‌گذاری‌های سفارت پرداخت کند.

## اعلام جرم

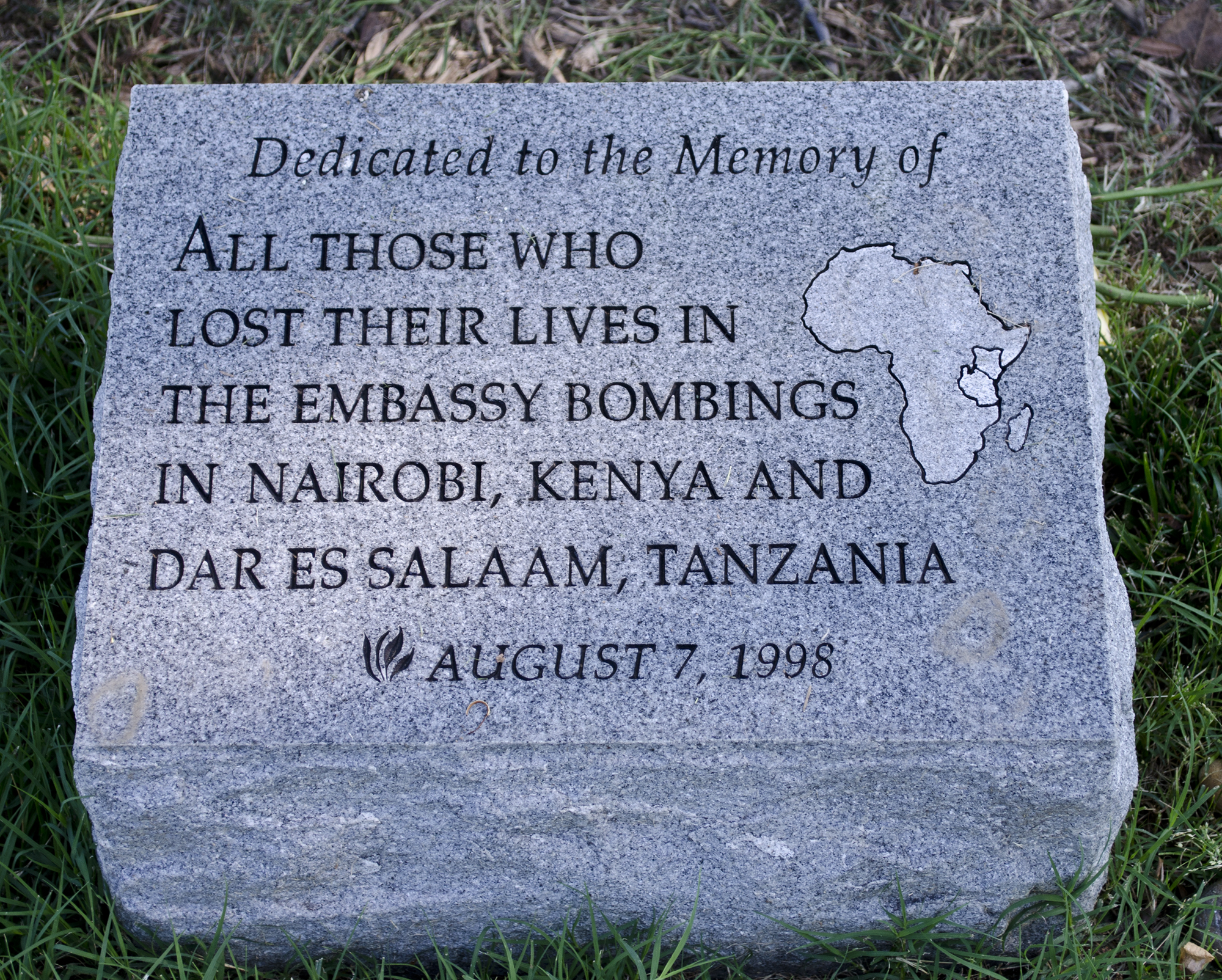
یادبود در گورستان ملی آرلینگتون

به دنبال تحقیقات، کیفرخواست صادر شد. این ۲۱ نفر به دلیل نقش‌های مختلف در بمب‌گذاری متهم هستند. ۱۹ پرونده حل و فصل شده‌است.
| نام                             | وضع                                                                  |
| ------------------------------- | -------------------------------------------------------------------- |
| اسامه بن لادن                   | در ۲ مه ۲۰۱۱ در ابوت آباد پاکستان کشته شد                            |
| Muhammad Atef                   | در ۱۴ نوامبر ۲۰۰۱ در کابل، افغانستان کشته شد                         |
| ایمن الظواهری                   | فراری                                                                |
| Saif al Adel                    | فراری                                                                |
| Mamdouh Mahmud Salim            | اجرای حکم حبس ابد در ایالات متحده                                    |
| عبدالله احمد عبدالله            | در ۷ اوت ۲۰۲۰ در تهران کشته شد                                       |
| Muhsin Musa Matwalli Atwah      | در ۱۲ آوریل ۲۰۰۶ در ناغر کلای پاکستان کشته شد                        |
| Khalid al Fawwaz                | اجرای حکم حبس ابد در ایالات متحده                                    |
| Wadih el Hage                   | اجرای حکم حبس ابد در ایالات متحده                                    |
| ابو انس اللیبی                  | در سال ۲۰۱۵ در حالی که منتظر محاکمه در ایالات متحده بود درگذشت       |
| Ibrahim Eidarous                | در سال ۲۰۰۸ در حالی که در حبس خانگی در انگلستان بود درگذشت           |
| Adel Abdel Bari                 | حکم تحمل ۲۵ سال حبس در ایالات متحده                                  |
| Fazul Abdullah Mohammed         | در ۸ ژوئن ۲۰۱۱ در موگادیشو، سومالی توسط نیروهای دولتی سومالی کشته شد |
| Ahmed Mohammed Hamed Ali        | در سال ۲۰۱۰ در پاکستان کشته شد                                       |
| Mohammed Sadeek Odeh            | اجرای حکم حبس ابد در ایالات متحده                                    |
| Mohamed Rashed Daoud al-'Owhali | اجرای حکم حبس ابد در ایالات متحده                                    |
| Mustafa Mohamed Fadhil          | در افغانستان کشته شد                                                 |
| Khalfan Khamis Mohamed          | اجرای حکم حبس ابد در ایالات متحده                                    |
| Ahmed Khalfan Ghailani          | اجرای حکم حبس ابد در ایالات متحده                                    |
| Fahid Mohammed Ally Msalam      | در ۱ ژانویه ۲۰۰۹ در پاکستان کشته شد                                  |
| Sheikh Ahmed Salim Swedan       | در ۱ ژانویه ۲۰۰۹ در پاکستان کشته شد                                  |